# Bořivoj Radoň
Kontradmirál v. z. Bořivoj Zdenko Radoň (18. ledna 1867 Praha – 26. února 1953 tamtéž) byl český voják, kontradmirál Loďstva rakouské císařské armády, námořní letec, od roku 1917 velitel k.u.k. Seeflugwesen, rakousko-uherského námořního letectva, během první světové války. Působil čtyři roky jako velitel SHS Sankt Georg, nejmodernější bitevní lodi rakousko-uherského válečného loďstva. Po vzniku Československa nebyl přijat do Československá armády, následně byl penzionován. Jeho manželkou byla spisovatelka a novinářka Maryša Radoňová Šárecká.

## Život

### Mládí
Narodil se v Praze do české rodiny Jindřicha Radoně. Rodina se následně přestěhovala do Německého Brodu, otec zde podporoval mj. dceru Karla Havlíčka Borovského Zdeňky Havlíčkové. Roku 1876 náhle zemřel a rodina se posléze přestěhovala do Brna, kde Bořivoj dochodil obecnou školu a poté vyšší státní gymnázium v Jánské ulici.

### Rakousko-uherské námořnictvo
Poté byl roku 1886 přijat na C. k. námořní akademii v Rijece na Istrijském pobřeží. Nejprve sloužil na fregatě SMS Novara, kadetské zkoušky složil v lednu 1888. Posléze působil na několika plavidlech po celém Středomoří. Na korvetě SMS Saida absolvoval cestu kolem světa. Roku 1897 byl povýšen do důstojnické hodnosti poručíka II. třídy. Krátce také působil v ústředí admirality ve Vídni.
Okolo roku 1900 mu bylo svěřeno velení výcvikové plachetní jachty SMS Lily, poté velel několika dalším výcvikovým plavidlům. V letech 1903 až 1907 působil znovu ve Vídni, následně se navrátil k námořní službě u Jaderské flotily jako velitel SMS Erzherzog Karl. V listopadu 1909 dosáhl hodnosti korvetního kapitána, posléze působil jako velitel výcvikového torpédoborce SMS Planet, v roce 1911 pak torpédoborců SMS Dinara a SMS Streiter. Roku 1912 byl Radoň povýšen na fregatního kapitána a opět odvolán do Vídně. V květnu 1913 byl jmenován velitelem bitevní lodi SMS Sankt Georg, technologicky nejpokročilejší lodi rakousko-uherského námořnictva a v roce 1914 získal hodnost kapitána řadové lodi.

### První světová válka

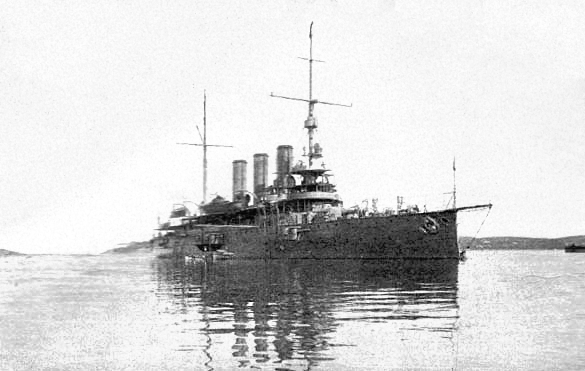
SHS Sankt Georg

Dne 28. července 1914, když Rakousko-Uhersko vyhlásilo válku Srbsku. Zpočátku války byl SMS Sankt Georg nasazen u pobřeží Albánie, dále pak působil ve Středozemním moři. Poté, co Italské království vystoupila z Trojspolku a stala se tak pro Rakousko-Uhersko nepřátelskou zemí, působila loď také proti italským námořním silám. Hned druhý den po vstupu Itálie do války 24. května 1915, podniklo rakousko-uherské námořnictvo velký útok na italské pobřeží, kterého se křižník také účastnil. Jím vedená skupina ostřelovala přístav Rimini. Jiný útok na italské pobřeží provedly Sankt Georg a starý křižník SMS Szigetvár v noci ze 17. na 18. června 1915. Ostřelovaly opět přístav Rimini a další cíle, přičemž je kryly lehké křižníky SMS Helgoland a SMS Saida s osmi torpédoborci.
Sankt Georg se 14–15. května 1917 účastnil bitvy v Otrantské úžině, tedy úspěšného napadení spojenecké protiponorkové bariéry Otrantského průlivu. Samotného útoku na blokádu úžiny se neúčastnil, kryl ale ústup vlastních lehkých křižníků a torpédoborců. Těm se podařilo blokádu úžiny na několik týdnů narušit.
Radoň zde jako kapitán byl nucen řešit mj. nález knih českých námořníků v češtině, což vojenský řád přísně trestal jako projev nacionalismu v říšské armádě. Vzhledem ke své krajanské náklonnosti ale incident ututlal a námořníci zůstali bez postihu.

### k.u.k. Seeflugwesen
V březnu 1917 předal Radoň velení S.M.S. Sankt Georg a nastoupil jako velitel námořního leteckého útvaru k.u.k. Seeflugwesen. Zároveň se stal velitelem základny jednotky v Pule. Jednotka měla k dispozici mj. rakouské letouny Löhner L a L. 40 (hydroplány). Jako jeho zástupce působil Václav Voseček, první velitel jednotky rovněž českého původu, který se k jednotce toho roku vrátil po útěku z dvouletého italského zajetí. Radoň zde působil jako pozorovací a průzkumný letec nad italským územím. V květnu 1917 prodělal havárii letounu do moře, po uzdravení se navrátil do aktivní služby. Na základně osobně prováděl rakouského císaře Karla I. a německého císaře Viléma II. při inspekční návštěvě v říjnu 1917.

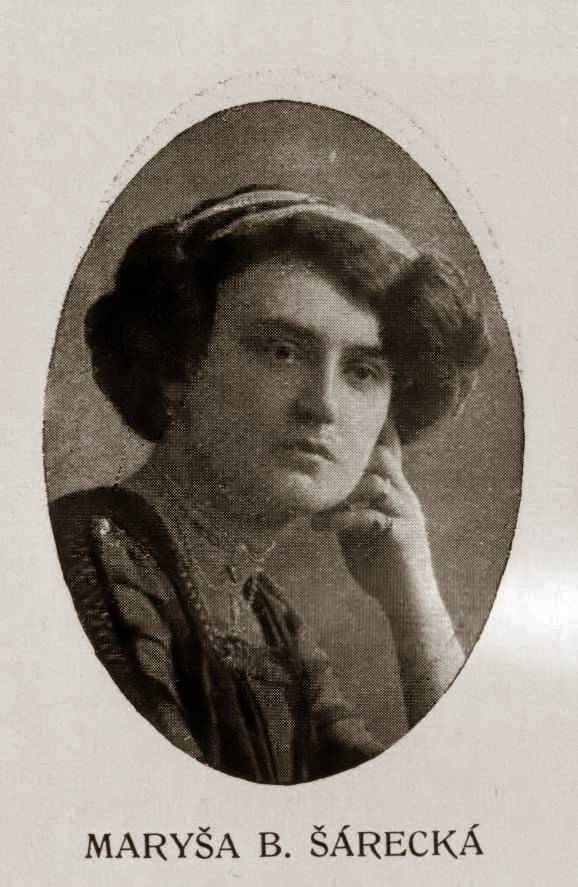
Maryša Radoňová Šárecká, novinářka a spisovatelka, manželka Bořivoje Radoně

Vzhledem k horšící se válečné situaci Rakouska-Uherska docházelo k úpadku morálky mužstva námořnictva, která vyústila v tzv. Vzpouru v Boce Kotorské v únoru 1918, jejímž centrem byla bitevní loď S.M.S. Sankt Georg. Incident, po kterém byli čtyři jeho strůjci popraveni, vyvolal řadu personálních změn, na základě kterých byl Radoň v květnu 1918 převelen z Puly do Vídně na místo přednosty operační kanceláře námořní sekce Ministerstva války. Pokračoval v kariérním postupu, těsně před koncem války došlo ke schválení jeho povýšení do hodnosti kontradmirála. To bylo oficiálně schváleno 1. listopadu 1918, de iure ovšem rakousko-uherské námořnictvo zrušeno předešlého dne, 31. října. Během služby u c. k. námořnictva se stal nositelem Řádu železné koruny III. třídy, Vojenského záslužného kříže a Vojenské záslužné medaile.

### Po vzniku Československa
Po vyhlášení samostatného Československa se Bořivoj Radoň přihlásil roku 1919 do československé armády, v níž mu byla přiznána penze příslušející k hodnosti kapitána řadové lodi.
Dne 15. září 1921 se oženil se spisovatelkou a novinářkou Marií Bosáčkovou, píšící pod pseudonymem Maryša Šárecká. Manželé žili v Praze. Své vzpomínky shrnul do knihy Přes tři oceány vydané roku 1938.

### Úmrtí
Bořivoj Zdenko Radoň zemřel 26. února 1953 ve věku 86 let. Pohřben je na Břevnovském hřbitově, spolu se svou manželkou Maryšou.